# Мателика
Мателика (итал. Matelica) насеље је у Италији у округу Мачерата, региону Марке.
Према процени из 2011. у насељу је живело 8891 становника. Насеље се налази на надморској висини од 339 м.

## Становништво
| 1936. | 1951. | 1961. | 1971. | 1981.  | 1991.  | 2001.  | 2011.  |
| ----- | ----- | ----- | ----- | ------ | ------ | ------ | ------ |
| 8.616 | 8.692 | 8.356 | 8.166 | 10.105 | 10.085 | 10.155 | 10.178 |